# Frolosh Point
Frolosh Point är en udde i Antarktis. Den ligger i Västantarktis. Argentina, Chile och Storbritannien gör anspråk på området.
Terrängen inåt land är kuperad västerut. Havet är nära Frolosh Point österut.  Trakten är obefolkad. Det finns inga samhällen i närheten. 